# فهرست شرکت‌های هواپیمایی ایران

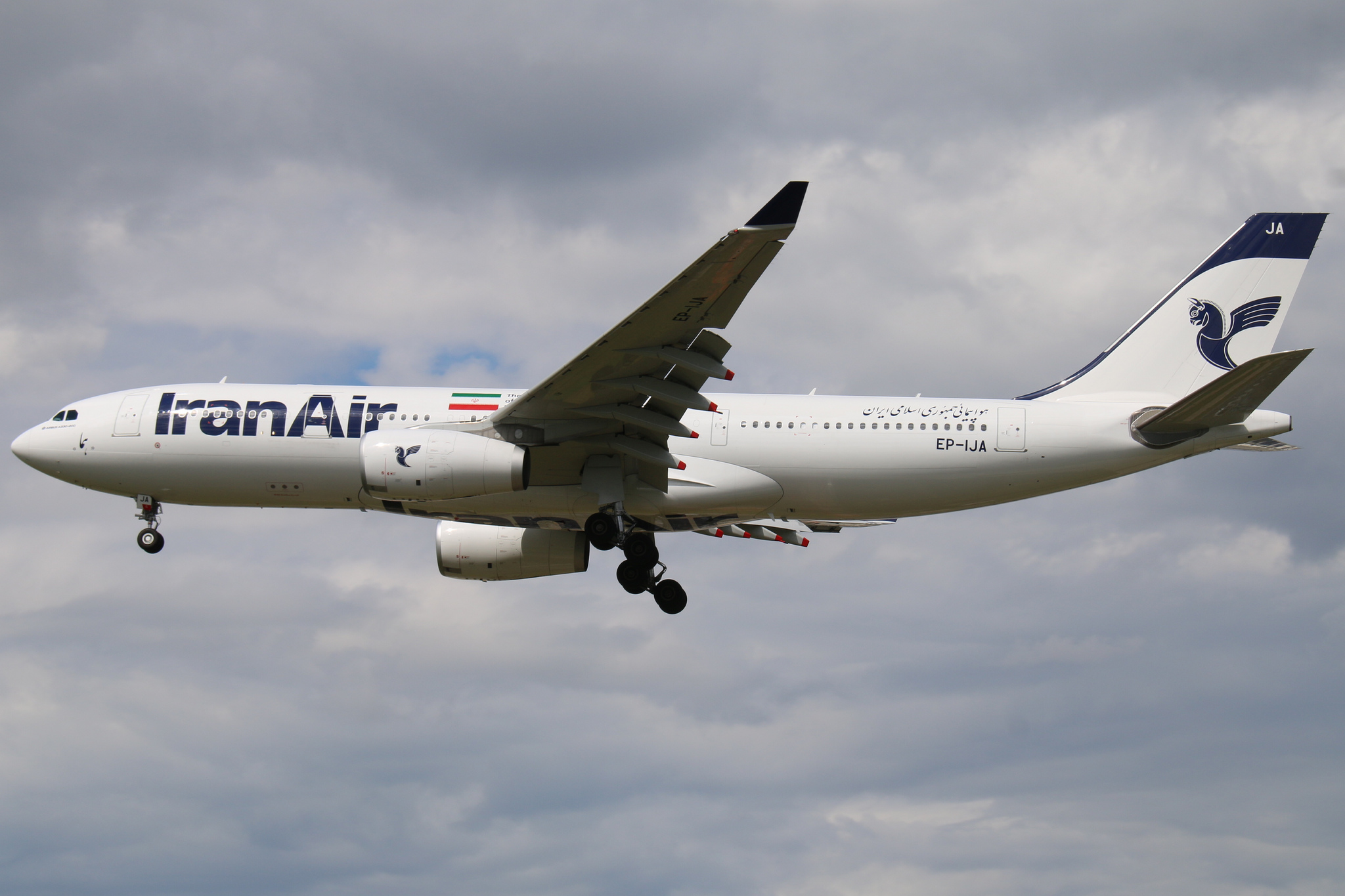
یک فروند ایرباس ۳۳۰-۲۰۰ برجامی

ایران دارای چندین شرکت هواپیمایی خصوصی و دولتی و نظامی است. قدیمی‌ترین شرکت خصوصی کشور، هواپیمائی ایران است که در ۳۰ نوامبر سال ۱۹۴۴ میلادی (۹ آذرماه ۱۳۲۳ شمسی) تأسیس شد. این شرکت در حال‌حاضر دولتی است و با نام هواپیمایی جمهوری اسلامی ایران یا ایران ایر شناخته می‌شود.
تا ژوئن ۲۰۰۹ میلادی ناوگان هوایی ایران در ۴۵ مسیر بین‌المللی پرواز می‌کرد. عمدهٔ ناوگان هوایی شرکت‌های هواپیمایی ایران را هواپیماهای بوئینگ قدیمی، و ایرباس‌های اجاره‌ای و نیز جت‌های منطقه‌ای همچون بی‌ای‌ئی ۱۴۶ و فوکر ۱۰۰ تشکیل می‌دهد. تحریم‌ها علیه ایران مانع از خرید هواپیماهای جدید غربی توسط ایران شده‌است. با این حال خرید ایرباس‌ها و ای تی آرهای ماهان و ایران ایر جانی نه چندان به آن بخشیده همچنین مقررات ایمنی ضعیف ایران و سوء مدیریت از سوی مقامات هواپیمایی نیز مورد انتقاد است. این شرایط باعث بروز چند سانحه و حادثه شده‌است که به همین دلیل، در ۲۵ سال گذشته ۱۷ هواپیما ساقط، و حدود ۱۵۰۰ نفر کشته شده‌اند (از سال ۲۰۰۰–۲۰۰۶ میلادی ۱۱ هواپیما سقوط کرده و حدود ۷۰۰ انسان جان  خود را در این سوانح باختند).

## شرکت‌های هواپیمایی مسافربری
| R  | شرکت هواپیمایی         | نشان‌واره | یاتا | ایکائو | شناسه تماس      | تأسیس | قطب (ها)                                                                                                | توضیحات                                      |
| -- | ---------------------- | -------- | ---- | ------ | --------------- | ----- | --- | -------------------------------------------- |
| ۱  | ایران ایر              |          | IR   | IRA    | IRANAIR         | ۱۳۴۰  | فرودگاه بین‌المللی مهرآباد، فرودگاه بین‌المللی امام خمینی                                                 | هواپیمایی حامل پرچم جمهوری اسلامی ایران      |
| ۲  | هواپیمایی ایران ایرتور |          | B9   | IRB    | AIRTOUR         | ۱۳۵۱  | فرودگاه بین‌المللی شهید هاشمی‌نژاد مشهد، فرودگاه بین‌المللی مهرآباد، فرودگاه بین‌المللی امام خمینی          |                                              |
| ۳  | هواپیمایی آسمان        |          | EP   | IRC    | ASEMAN          | ۱۳۶۰  | فرودگاه بین‌المللی مهرآباد، فرودگاه بین‌المللی امام خمینی                                                 |                                              |
| ۴  | هواپیمایی ساها         |          | _    | IRZ    | SAHA            | ۱۳۶۹  | فرودگاه بین‌المللی مهرآباد                                                                               | سرویس ارتباط هوایی ارتش جمهوری اسلامی ایران  |
| ۵  | هواپیمایی کیش          |          | Y9   | KIS    | KISH AIR        | ۱۳۶۹  | فرودگاه بین‌المللی مهرآباد، فرودگاه بین‌المللی کیش                                                        |                                              |
| ۶  | هواپیمایی ماهان        |          | W5   | IRM    | MAHAN AIR       | ۱۳۷۱  | فرودگاه بین‌المللی آیت‌الله هاشمی رفسنجانی کرمان، فرودگاه بین‌المللی امام خمینی، فرودگاه بین‌المللی مهرآباد |                                              |
| ۷  | هواپیمایی کاسپین       |          | _    | CPN    | CASPIAN         | ۱۳۷۱  | فرودگاه بین‌المللی مهرآباد                                                                               |                                              |
| ۸  | هواپیمایی قشم          |          | QB   | QSM    | QESHM AIR       | ۱۳۷۲  | فرودگاه بین‌المللی قشم، فرودگاه بین‌المللی امام خمینی، فرودگاه بین‌المللی مهرآباد                          |                                              |
| ۹  | هواپیمایی چابهار       |          | _    | IRU    | CHABAHAR        | ۱۳۷۸  | فرودگاه بین المللی مهرآباد                                                                              |                                              |
| ۱۰ | هواپیمایی زاگرس        |          | ZV   | IZG    | ZAGROS          | ۱۳۸۴  | فرودگاه بین‌المللی آیت‌الله جمی آبادان                                                                    |                                              |
| ۱۱ | هواپیمایی تابان        |          | HH   | TBN    | TABAN           | ۱۳۸۴  | فرودگاه بین‌المللی شهید هاشمی‌نژاد مشهد                                                                   |                                              |
| ۱۲ | هواپیمایی آتا          |          | I3   | TBZ    | ATALAR AIR      | ۱۳۸۷  | فرودگاه بین‌المللی شهید مدنی تبریز                                                                       |                                              |
| ۱۳ | هواپیمایی معراج        |          | JI   | MRJ    | MERAJ AIRLINE   | ۱۳۸۹  | فرودگاه بین‌المللی امام خمینی، فرودگاه بین‌المللی مهرآباد                                                 | هواپیمایی عامل برای دولت جمهوری اسلامی ایران |
| ۱۴ | هواپیمایی سپهران       |          | IS   | SHI    | SHIRAZI         | ۱۳۹۰  | فرودگاه بین‌المللی شهید هاشمی‌نژاد مشهد                                                                   |                                              |
| ۱۵ | هواپیمایی اطلس         |          | _    | ATS    | AIR ATLAS       | ۱۳۹۰  | فرودگاه بین‌المللی پیام کرج                                                                              |                                              |
| ۱۶ | هواپیمایی پویا         |          | _    | PYA    | POUYA AIR       | ۱۳۹۱  | فرودگاه بین المللی مهرآباد                                                                              |                                              |
| ۱۷ | هواپیمایی پارس         |          | PR   | PRS    | PARS SKY        | ۱۳۹۴  | فرودگاه بین‌المللی شیراز                                                                                 |                                              |
| ۱۸ | هواپیمایی کارون        |          | NV   | KRU    | KARUN           | ۱۳۹۶  | فرودگاه بین‌المللی اهواز، فرودگاه بین‌المللی مهرآباد                                                      |                                              |
| ۱۹ | هواپیمایی وارش         |          | VR   | VRH    | SKY VICTOR      | ۱۳۹۶  | فرودگاه دشت ناز ساری                                                                                    |                                              |
| ۲۰ | هواپیمایی فلای پرشیا   |          | FP   | FPI    | PERSIA          | ۱۳۹۶  | فرودگاه بین‌المللی شیراز                                                                                 |                                              |
| ۲۱ | هواپیمایی آساجت        |          | _    | SJT    | ASAJET AIRLINES | ۱۳۹۶  | فرودگاه بین‌المللی مهرآباد                                                                               |                                              |
| ۲۲ | هواپیمایی ایر وان      |          | _    | INA    | AVICENNA        | ۱۳۹۶  | فرودگاه بین‌المللی مهرآباد                                                                               |                                              |
| ۲۳ | هواپیمایی طوس          |          | _    | IRT    | TOOS AIR        | ۱۳۹۹  | فرودگاه بین المللی پیام کرج                                                                             |                                              |
| ۲۴ | هواپیمایی یزد          |          | DZ   | DZD    | YAZD AIRWAYS    | ۱۴۰۱  | فرودگاه شهید صدوقی یزد                                                                                  |                                              |
| ۲۵ | هواپیمایی آوا          |          | AV   | AXV    | AVA             | ۱۴۰۲  | فرودگاه بین‌المللی مهرآباد                                                                               |                                              |
| ۲۶ | هواپیمایی رایمون       |          | _    | RAI    | RAIMON          | ۱۴۰۳  | فرودگاه سردار جنگل رشت                                                                                  |                                              |
| ۲۷ | هواپیمایی فلای کیش     |          | _    | TKN    | TOUCAN          | ۱۴۰۳  | |                                              |

## شرکت‌های هواپیمایی باربری
| R | شرکت هواپیمایی     | نماد | یاتا | ایکائو | شناسه تماس | تأسیس | قطب                                                     | توضیحات                                     |
| - | ------------------ | ---- | ---- | ------ | ---------- | ----- | ------------------------------------------------------- | ------------------------------------------- |
| ۱ | ایران ایر کارگو    |      | IR   | IRA    | IRANAIR    | ۱۳۴۰  | فرودگاه بین‌المللی امام خمینی، فرودگاه بین‌المللی مهرآباد |                                             |
| ۲ | هواپیمایی ساها     |      | _    | IRZ    | SAHA       | ۱۳۶۹  | فرودگاه بین‌المللی مهرآباد                               | سرویس ارتباط هوایی ارتش جمهوری اسلامی ایران |
| ۳ | هواپیمایی فارس قشم |      | ـ    | QFZ    | FARS QESHM | ۱۳۸۲  | فرودگاه دیرستان                                         |                                             |
| ۴ | هواپیمایی اطلس     |      | _    | ATS    | AIR ATLAS  | ۱۳۹۰  | فرودگاه بین‌المللی پیام کرج                              |                                             |
| ۵ | هواپیمایی پویا     |      | ـ    | PYA    | POUYA AIR  | ۱۳۹۱  | فرودگاه بین‌المللی مهرآباد                               |                                             |